# Françoise Dupertuis
Françoise Dupertuis est une décoratrice de cinéma française.

## Filmographie
- 1992 : Et demain... Hollywood!
- 1996 : Parfait Amour ! de Catherine Breillat
- 1999 : L'Âme-sœur de Jean-Marie Bigard
- 2000 : Apesanteurs
- 2000 : La Confusion des genres de Ilan Duran Cohen
- 2001 : Les Jolies Choses de Gilles Paquet-Brenner
- 2003 : Mariées mais pas trop de Catherine Corsini
- 2003 : Les Sentiments de Noémie Lvovsky
- 2004 : Arsène Lupin de Jean-Paul Salomé
- 2005 : Geisha (court-métrage)
- 2005 : Cavalcade de Steve Suissa
- 2005 : La Moustache d’Emmanuel Carrère
- 2005 : Le Cactus de Gérard Bitton et Michel Munz
- 2006 : La Chaise qui tombe
- 2006 : Les Aristos de Charlotte de Turckheim
- 2007 : Molière de Laurent Tirard
- 2009 : Le Petit Nicolas de Laurent Tirard
- 2012 : Astérix et Obélix : Au service de Sa Majesté de Laurent Tirard
- 2013 : Alceste à bicyclette de Philippe Le Guay
- 2016 : Un homme à la hauteur de Laurent Tirard
- 2021 : Lupin (série Netflix)
- 2022 : Loin du périph de Louis Leterrier
- 2023 : La Syndicaliste de Jean-Paul Salomé